# Liste der Bodendenkmale in Wardenburg
In der Liste der Bodendenkmale in Wardenburg sind die Bodendenkmale der niedersächsischen Gemeinde Wardenburg aufgeführt. Die Quelle ist der Denkmalatlas Niedersachsen.
- Diese Liste erhebt keinen Anspruch auf Vollständigkeit.
- Die Angaben ersetzen nicht die rechtsverbindliche Auskunft der zuständigen Denkmalschutzbehörde.
- Es sind nur Daten aus dem Denkmalatlas verarbeitet.
- Der Stand der Liste ist der 10. Juni 2025.

Wardenburg im Landkreis Oldenburg

## Allgemein
In den Spalten finden sich folgende Informationen des Bodendenkmales:
| Lage         | geographische Koordinaten                                                           |
| Bezeichnung  | Bezeichnung lt. Denkmalatlas                                                        |
| Beschreibung | Beschreibung lt. Denkmalatlas                                                       |
| ID           | Objekt-ID                                                                           |
| Bild         | Bild, ggf. zusätzlich mit Link zu weiteren Fotos im Medienarchiv Wikimedia Commons. |

## Wardenburg
| Lage                       | Bezeichnung               | Beschreibung | ID       | Bild |
| -------------------------- | ------------------------- | --- | -------- | ---- |
| 53° 2′ 38″ N, 8° 10′ 19″ O | Wardenburg 1, Grabhügel   | Durchmesser ca. 23 m und Höhe ca. 1,5 m. rund mit abgeflachter Kuppe und abgesetztem Rand. Im Südosten durch Radweg angeschnitten. | 28956887 | BW   |
| 53° 1′ 26″ N, 8° 14′ 15″ O | Wardenburg 12, Westerburg | Noch deutlich ein Rechteck mit westlich vorliegenden Wällen und die südlich anschließende Hauptburg zu erkennen. Umliegende Erde ist durchsetzt mit Ziegelbruch und Mörtelresten. Im Zentrum der Vorburg ein aus Ziegeln gemauerter Brunnen zu erkennen. Im Westen eine vermutlich aus zwei Wällen bestehende Außenanlage auszumachen. Die Hauptburg ist zweiteilig. Östl. vom rechteckig erhöhten Hauptplatz eine kleinere, rechteckige Fläche. Spätmittelalterliche bis frühneuzeitliche Burganlage, die um 1446 (um 1450 ?) von Graf Gerd von Oldenburg erbaut wurde. Zerstört um 1470 in den Fehden mit den Münsterländern. Von Graf Johann I. 1500 wieder aufgebaut. 1835 berichtet der Wardenburger Gemeindespiegel über die Einebnung des Burggeländes und die Zuschüttung des Burggrabens. | 28956897 | BW   |
| 53° 1′ 17″ N, 8° 14′ 3″ O  | Wardenburg 13, Kirche     | Im Bereich des heutigen Friedhofes Westerburg ist ein ca. 1,5 m hoher Hügel erhalten, Dm. ca. 50 m. Grundstück heute von Hecke eingefasst; Mauer- und Grabenreste nicht erkennbar. Insbesondere im Süden mit Backstein- und Ziegelbruch sowie Mörtelresten übersät. Hier stand die ehemalige Pfarrkirche des Kirchspiels Westerstede im Winkel (=Westerburg). Sie ist die Vorgängerin der heutigen Pfarrkirche von Wardenburg. Die älteste Erwähnung stammt aus dem Heberegister des Klosters Werden a.d. Ruhr, jüngeres Register aus dem 9. Jh. Sie wurde als Urpfarrei der Gaukirche Visbek begründet. Im 9. Jh. bei Normanneneinfällen zerstört. Als Eigenkirche der Domherren von Holte aus Münster und Osnabrück im 11./12. Jh. wiederaufgebaut. Eine Erwähnung stammt aus dem Jahr 1218 und dann fortlaufend bis 1275; in diesem Jahr erfolgte die Schenkung an das Kloster Bersenbrück. Mitte des 15. Jh. von Münster burgartig befestigt. Im Krieg Oldenburg/Münster 1538 vermutlich von Oldenburger Truppen zerstört und nicht wiederaufgebaut. | 28956898 | BW   |
| 53° 0′ 50″ N, 8° 13′ 50″ O | Wardenburg 14, Landwehr   | Teilstück ID: 36161830 | 28956899 | BW   |